# Чуда Кине (Дизниленд)
Чуда Кине (енгл. Wonders of China) је филм од 360° приказан у кинеском павиљону у Walt Disney World. Приказује кинеске знаменитости и људе, животну средину и културу Кине. Први пут је приказан 1. октобра 1982. године, а последњи пут 25. марта 2003. Заменио га је ажурирани филм Рефлексије Кине који је премијерно приказан 23. маја 2003.
Чуда Кине је приказан на фестивалу Тумороуленд, у Дизниленду 1984—1996. Кије Лук је позајмио глас филозофу Ли Бају.